# 4207 Chernova
4207 Chernova este un asteroid din centura principală, descoperit pe 5 septembrie 1986 de Edward Bowell.